# 紀元前261年
紀元前261年（きげんぜん261ねん）は、ローマ暦の年である。
当時は、「ルキウス・ウァレリウス・フラックスとティトゥス・オタキリウス・クラッススが共和政ローマ執政官に就任した年」として知られていた（もしくは、それほど使われてはいないが、ローマ建国紀元493年）。紀年法として西暦（キリスト紀元）がヨーロッパで広く普及した中世時代初期以降、この年は紀元前261年と表記されるのが一般的となった。

## 他の紀年法
- 干支 : 庚子
- 日本
  - 皇紀400年
  - 孝霊天皇30年
- 中国
  - 周 - 赧王54年
  - 秦 - 昭襄王46年
  - 楚 - 考烈王2年
  - 斉 - 斉王建4年
  - 燕 - 武成王11年
  - 趙 - 孝成王5年
  - 魏 - 安釐王16年
  - 韓 - 桓恵王12年
- 朝鮮 :
- ベトナム :
- 仏滅紀元 : 286年
- ユダヤ暦 :

## できごと

### 共和政ローマ
- シチリアの支配権をカルタゴから取り戻すことを決意した共和政ローマは、捕虜にしたカルタゴの五段櫂船をモデルとした軍を作った。

### セレウコス朝
- セレウコス朝の新しい王アンティオコス2世は、マケドニア王アンティゴノス2世と合意に至り、共同でプトレマイオス2世の軍をエーゲ海から駆逐することとした。マケドニア軍の支援を得て、アンティオコス2世は小アジアにプトレマイオス軍を攻撃する前哨基地を築いた。

### インド
- この頃、マウリヤ朝アショーカ王がカリンガ国を征服。この戦争の悲惨さを見て同王はしだいに仏教に帰依するようになったと伝わる。